# Биатлон на зимних Олимпийских играх 2014

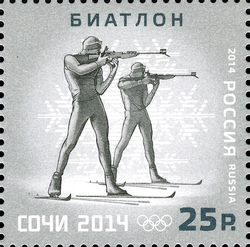
Почтовая марка

Соревнования по биатлону на зимних Олимпийских играх 2014 года в Сочи прошли с 8 по 22 февраля в комплексе для соревнований по лыжным гонкам и биатлону «Лаура», расположенному возле Красной Поляны.
Было разыграно 11 комплектов наград, на один больше, чем на предыдущих Олимпийских играх — 6 апреля 2011 года исполком Международного олимпийского комитета (МОК) принял решение о включении в программу зимних Олимпийских игр смешанной эстафеты.
Норвежец Уле-Эйнар Бьёрндален довёл общее количество своих олимпийских наград до 13, что ранее не удавалось ни одному человеку ни в одном виде спорта на зимних Олимпийских играх. По общему количеству золотых наград (8) Бьёрндален сравнялся с рекордсменом в истории зимних Игр лыжником Бьёрном Дели.
Дарья Домрачева из Беларуси стала первой биатлонисткой, выигравшей три олимпийских золота в личных гонках, причём в ходе одних Олимпийских игр (кроме неё трёхкратной олимпийской чемпионкой до этого являлась только немка Кати Вильхельм). Сборная Италии выиграла олимпийскую медаль в биатлоне впервые с 1998 года.

## Медальный зачёт
Жирным шрифтом выделено самое большое количество медалей в своей категории
| Общее количество медалей |           |        |         |        |       |
| Место                    | Страна    | Золото | Серебро | Бронза | Всего |
| 1                        | Норвегия  | 3      | 1       | 2      | 6     |
| 2                        | Беларусь  | 3      | 0       | 1      | 4     |
| 3                        | Франция   | 2      | 1       | 1      | 4     |
| 4                        | Украина   | 1      | 0       | 1      | 2     |
| 6                        | Словакия  | 1      | 0       | 0      | 1     |
| 7                        | Чехия     | 0      | 3       | 2      | 6     |
| 8                        | Германия  | 0      | 2       | 0      | 2     |
| 9                        | Австрия   | 0      | 1       | 1      | 2     |
| 9                        | Россия    | 0      | 1       | 1      | 3     |
| 10                       | Швейцария | 0      | 1       | 0      | 1     |
| 11                       | Италия    | 0      | 0       | 1      | 1     |
| 11                       | Словения  | 0      | 0       | 1      | 1     |
| Всего                    | Всего     | 11     | 11      | 11     | 33    |

## Медалисты

### Мужчины
| Дисциплина                   | Золото                             | Серебро                                                           | Бронза                                                                        |
| Спринт, 10 км                | Уле-Эйнар Бьёрндален Норвегия      | Доминик Ландертингер Австрия                                      | Ярослав Соукуп Чехия                                                          |
| Гонка преследования, 12,5 км | Мартен Фуркад Франция              | Ондржей Моравец Чехия                                             | Жан-Гийом Беатрикс Франция                                                    |
| Индивидуальная гонка, 20 км  | Мартен Фуркад Франция              | Эрик Лессер Германия                                              | Евгений Гараничев Россия                                                      |
| Масс-старт, 15 км            | Эмиль Хегле Свендсен Норвегия      | Мартен Фуркад Франция                                             | Ондржей Моравец Чехия                                                         |
| Эстафета, 4×7,5 км           | ожидается перераспределение наград | Германия · Эрик Лессер · Даниель Бём · Арнд Пайффер · Симон Шемпп | Австрия · Кристоф Зуман · Даниэль Мезотич · Симон Эдер · Доминик Ландертингер |

### Женщины
| Дисциплина                  | Золото                                                                    | Серебро                                                                    | Бронза                                                                           |
| Спринт, 7,5 км              | Анастасия Кузьмина Словакия                                               | Ольга Вилухина Россия                                                      | Вита Семеренко Украина                                                           |
| Гонка преследования, 10 км  | Дарья Домрачева Беларусь                                                  | Тура Бергер Норвегия                                                       | Тея Грегорин Словения                                                            |
| Индивидуальная гонка, 15 км | Дарья Домрачева Беларусь                                                  | Селина Гаспарин Швейцария                                                  | Надежда Скардино Беларусь                                                        |
| Масс-старт, 12,5 км         | Дарья Домрачева Беларусь                                                  | Габриэла Соукалова Чехия                                                   | Тириль Экхофф Норвегия                                                           |
| Эстафета, 4×6 км            | Украина · Вита Семеренко · Юлия Джима · Валя Семеренко · Елена Пидгрушная | Норвегия · Фанни Хурн · Тириль Экхофф · Анн Кристин Флатланн · Тура Бергер | Чехия · Ева Пускарчикова · Габриэла Соукалова · Йитка Ландова · Вероника Виткова |

### Смешанная эстафета
| Дисциплина               | Золото                                                                               | Серебро                                                                          | Бронза                                                                  |
| Эстафета, 2×6 + 2×7,5 км | Норвегия · Тура Бергер · Тириль Экхофф · Уле-Эйнар Бьёрндален · Эмиль Хегле Свендсен | Чехия · Вероника Виткова · Габриэла Соукалова · Ярослав Соукуп · Ондржей Моравец | Италия · Доротея Вирер · Карин Оберхофер · Доминик Виндиш · Лукас Хофер |

## Расписание
Расписание всех 11 соревнований согласно официальному сайту:

Время МСК (UTC+4).
| День    | Дата                    | Старт | Финиш | Соревнование                 |
| ------- | ----------------------- | ----- | ----- | ---------------------------- |
| День 2  | Суббота, 8 февраля      | 18:30 | 20:00 | Мужской спринт               |
| День 3  | Воскресенье, 9 февраля  | 18:30 | 20:00 | Женский спринт               |
| День 4  | Понедельник, 10 февраля | 19:00 | 20:00 | Мужская гонка преследования  |
| День 5  | Вторник, 11 февраля     | 19:00 | 20:00 | Женская гонка преследования  |
| День 7  | Четверг, 13 февраля     | 18:00 | 20:00 | Мужская индивидуальная гонка |
| День 8  | Пятница, 14 февраля     | 18:00 | 20:00 | Женская индивидуальная гонка |
| День 11 | Понедельник, 17 февраля | 19:00 | 20:00 | Женский масс-старт           |
| День 12 | Вторник, 18 февраля     | 14:30 | 15:30 | Мужской масс-старт           |
| День 13 | Среда, 19 февраля       | 18:30 | 20:00 | Смешанная эстафета           |
| День 15 | Пятница, 21 февраля     | 18:30 | 20:00 | Женская эстафета             |
| День 16 | Суббота, 22 февраля     | 18:30 | 20:00 | Мужская эстафета             |

## Спортивный объект
| Лыжно-биатлонный комплекс «Лаура» |
| --------------------------------- |
| Вид на стрельбище                 |
| Вместимость: 15 000               |

## Квалификация
В общей сложности квота МОК содержала 220 доступных мест для спортсменов (113 мужчин и 107 женщин), чтобы участвовать в Играх. Квоты по странам рассчитывались, исходя из суммы очков трёх лучших биатлонистов конкретной страны (определяются в ходе Национального кубка по биатлону), набранных ими в индивидуальной гонке, спринте и эстафетах на чемпионатах мира 2012 и 2013 годов.